# Warschauer-Polka
Warschauer-Polka, op. 84, är en polka av Johann Strauss den yngre från 1850.

## Historia
I oktober 1850 ansökte Johann Strauss om ett pass för sig själv och sin orkester för att turnera i "de kunglig-kejserliga kronländerna Preussen och Russo-Polen" fram till årets slut. De lämnade Wien den 16 oktober. Efter att ha gett konserter i Ratibor (= Racibórz), Breslau (= Wroclaw) och Kattowitz (= Katowice), alla nu i nuvarande Polen, reste de till Warszawa den 23 oktober. Där spelade Strauss och hans musiker på en soaré som gavs av den ryske tsaren Nikolaj I, vars gäster inkluderade den österrikiske kejsaren Frans Josef I. Under Strausss korta vistelse i Warszawa komponerade han tre nya verk, som han presenterade vid sin återkomst till Wien vid en festival i Bierhalle-lokalerna, i förorten Fünfhaus, den 21 november 1850. Endast ett av verken publicerades, Warschauer-Polka, tillägnad tsaritsan Alexandra Feodorovna, som belönade Johann Strauss med en diamantring.

## Om polkan
Speltiden är ca 2 minuter och 51 sekunder plus minus några sekunder beroende på dirigentens musikaliska tolkning.

## Weblänkar
- Dynastin Strauss 1850 med kommentarer om Warschauer-Polka.
- Warschauer Polka i Naxos-utgåvan.